# اثر ادبی گم‌شده
اثر ادبی گم‌شده (به انگلیسی: Lost literary work) یک سند، اثر ادبی یا قطعه‌ای از چندرسانه‌ای است که در زمانی در گذشته تولید شده و هیچ نسخه‌ای از آن وجود ندارد. فقط از طریق مرجع می‌توان آن را شناخت. این اصطلاح بیشتر در مورد آثار دنیای مطالعات کلاسیک به کار می‌رود، اگرچه به‌طور فزاینده ای در رابطه با آثار مدرن استفاده می‌شود. یک اثر ممکن است از طریق از بین بردن نسخه خطی اصلی و تمام نسخه‌های بعدی در تاریخ گم شود.